# Классон, Кристоффер
Кристоффер-Август Сундквист Классон (норв. Kristoffer-August Sundquist Klaesson; 27 ноября 2000, Осло, Норвегия) — норвежский футболист, вратарь клуба «Орхус».

## Клубная карьера
Воспитанник столичного клуба «Волеренга». Первый профессиональный контракт заключил в июне 2016. Дебютировал 18 апреля 2018 года в гостевом матче Кубка Норвегии с «Орволлом», заменив на 59-й минуте Маркуса Сандберга. В чемпионате дебютировал 30 июня 2019 года в гостевом матче с «Хёугесунном», выйдя в стартовом составе и пропустив один мяч. Первый «сухарь» оформил 5 июля в домашнем матче с «Будё-Глимт». В еврокубках дебютировал 22 июля 2021 года, выйдя в стартовом составе в гостевом матче 2-го раунда квалификации Лиги Конференций с бельгийским «Гентом», пропустив четыре гола.
31 июля 2021 года подписал четырёхлетний контракт с клубом английской Премьер-лиги «Лидс Юнайтед»; трансфер обошёлся клубу в 1,6 миллионов фунтов. Дебютировал 28 сентября в гостевом матче Трофея английской футбольной лиги с «Олдем Атлетик», пропустив два гола. В чемпионате дебютировал 18 марта 2022 года в гостевом матче с «Вулверхэмптон Уондерерс», заменив травмированного Иллана Мелье на 55-й минуте и сохранив в оставшееся время свои ворота пустыми.
7 июля 2024 года на правах свободного агента перешёл в клуб Экстраклассы «Ракув», подписав трёхлетний контракт.

## Карьера в сборной
Выступал за национальные сборные разных возрастов. За сборную до 19 лет дебютировал в домашнем матче квалификации к чемпионату Европы 2019 10 октября 2018 года со сборной Словакии, пропустив два мяча. 16 октября в гостевом матче квалификации со сборной Албании оформил первый «сухой» матч. В составе сборной выступил на чемпионате Европы, пропустив в трёх играх два гола и оформив один «сухарь», что не помогло его команде пройти в полуфинал.
За сборную до 21 года дебютировал 15 сентября 2019 года в гостевом товарищеском матче со сборной Венгрии, сохранив свои ворота пустыми. В составе сборной участвовал в квалификации к чемпионату Европы 2023, отыграв девять матчей из десяти, в которых пропустил 10 мячей и оформил три «сухих» матча.

## Статистика выступлений
| Выступление      | Выступление      | Выступление      | Лига | Лига | Кубок страны | Кубок страны | Кубок лиги | Кубок лиги | Трофей Футбольной лиги | Трофей Футбольной лиги | Еврокубки | Еврокубки | Итого | Итого |
| Клуб             | Лига             | Сезон            | Игры | Голы | Игры         | Голы         | Игры       | Голы       | Игры                   | Голы                   | Игры      | Голы      | Игры  | Голы  |
| ---------------- | ---------------- | ---------------- | ---- | ---- | ------------ | ------------ | ---------- | ---------- | ---------------------- | ---------------------- | --------- | --------- | ----- | ----- |
| Волеренга        | Элитсерьен       | 2018             | 0    | 0    | 1            | 0            | —          | —          | —                      | —                      | —         | —         | 1     | 0     |
| Волеренга        | Элитсерьен       | 2019             | 12   | -23  | 0            | 0            | —          | —          | —                      | —                      | —         | —         | 12    | -23   |
| Волеренга        | Элитсерьен       | 2020             | 29   | -33  | 0            | 0            | —          | —          | —                      | —                      | —         | —         | 29    | -33   |
| Волеренга        | Элитсерьен       | 2020             | 14   | -20  | 0            | 0            | —          | —          | —                      | —                      | 1         | -4        | 15    | -24   |
| Волеренга        | Итого            | Итого            | 55   | -76  | 1            | 0            | 0          | 0          | 0                      | 0                      | 1         | -4        | 57    | -80   |
| Лидс Юнайтед     | Премьер-лига     | 2021/22          | 1    | -1   | 0            | 0            | 0          | 0          | 1                      | -2                     | —         | —         | 2     | -3    |
| Лидс Юнайтед     | Премьер-лига     | 2022/23          | 0    | 0    | 0            | 0            | 0          | 0          | 1                      | -3                     | —         | —         | 1     | -3    |
| Лидс Юнайтед     | Итого            | Итого            | 1    | -1   | 0            | 0            | 0          | 0          | 2                      | -5                     | 0         | 0         | 3     | -6    |
| Всего за карьеру | Всего за карьеру | Всего за карьеру | 56   | -77  | 1            | 0            | 0          | 0          | 2                      | -5                     | 1         | -4        | 60    | -86   |